# Aurelie Nemours
Pour les articles homonymes, voir Nemours (homonymie).
Aurelie Nemours, née Marcelle Baron (Paris, 29 octobre 1910 - id., 27 janvier 2005) est une artiste et peintre française. C'est elle qui décide d'écrire son prénom sans accent.

## Biographie
Née en 1910 à Paris, Aurelie Nemours devient orpheline à 2 ans. Elle abandonne la filière de formation générale pour devenir peintre et est inscrite de 1929 à 1932 à l’école du Louvre et reprend ensuite la filière générale.
En 1936, elle épouse un radiologue, Auguste Nemours. En 1937, elle s'inscrit à l'atelier du graphiste Paul Colin et, en 1941, à l’académie d’André Lhote. Parallèlement, elle travaille le modèle vivant à l'académie Colarossi.
En 1944, elle expose pour la première fois au salon d'Automne, puis à d'autres salons. Dès 1945, elle commence à écrire de la poésie (un premier recueil de poésie, Midi la lune, est publiée en 1950) et, en 1946, expose au Salon d’art sacré (elle y expose jusqu’en 1979) et se passionne pour le vitrail. En 1949, ses créations sont remarquées par Auguste Herbin. Elle fréquente aussi l'atelier de Fernand Léger entre 1948 et 1951.
En 1953 a lieu sa première exposition personnelle, chez Colette Allendy, grâce à Michel Seuphor qui préface son catalogue et lui fait découvrir Piet Mondrian.
Elle adhère au groupe Espace d'André Bloc et Félix Del Marle en 1957 et inaugure, en 1959, la série Au commencement puis, en 1960, les séries Romantiques, Échiquiers, Rosaces et Diptyques. La même année, elle noue ses premiers liens avec l’Allemagne grâce au groupe Mesure, auquel elle participe jusqu’en 1965. Elle rencontre Gottfried Honegger, qui est l’un de ses premiers collectionneurs et devient un de ses amis.
À partir des années 1960, elle met la forme carrée au centre de ses créations et considère l'abstraction géométrique comme l’expression capitale du XXe siècle. En 1976 et 1977, elle crée Sériels, Rythme du millimètre et Point pluriel dans lesquels elle explore la vibration du noir et blanc. Ce travail se retrouve dans sa série Structure du silence.
En 1988, elle débute des séries Polychrome, monochrome, quatuor et Colonne. En 1989, Nemours présente près de Stuttgart Le Long Chemin, série de 64 toiles carrées monochromes, rouges, bleues, jaunes, blanches et noires alignées sur plus de 50 mètres.
En 1990, elle expose au musée des beaux-arts de Mulhouse. Elle réalise Stèle, une superposition de plaques carrées d'épaisseurs variables en porcelaine, peintes de couleurs de petit feu : rouge, bleu, jaune et blanc, en collaboration avec la manufacture nationale de Sèvres. Cette pièce unique fait aujourd'hui partie des collections nationales. En 1991, elle lance sa série Nombre et hasard. Ayant des problèmes de vue, elle cesse de peindre en 1993. Elle se consacre à l'écriture de poésie et à la conception de vitraux.
En 1998, elle conçoit les vitraux du prieuré Notre-Dame de Salagon, à Mane,,.
En 2001, elle crée le prix Aurelie Nemours qui récompense chaque année un créateur dans l'art. Le prix est aujourd'hui toujours décerné par la fondation qui porte son nom.
En 2004, le Centre Georges-Pompidou, à Paris, propose une rétrospective de son œuvre sous le titre « Rythme, nombre, couleur » qui attire 110 000 visiteurs.
Elle meurt en janvier 2005 à Paris, à l'âge de 94 ans,.

Vitraux rouge sélénium du prieuré Notre-Dame de Salagon
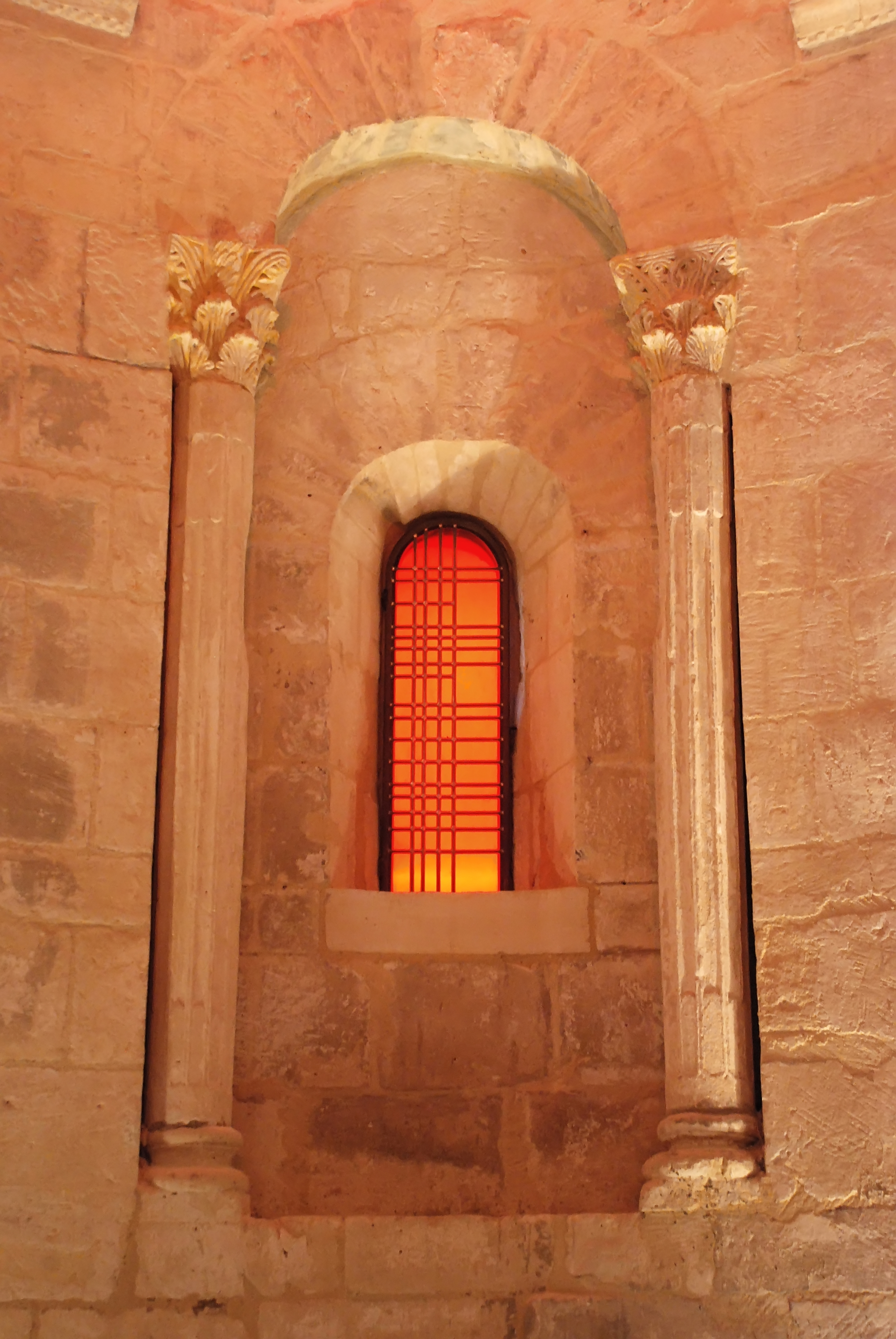
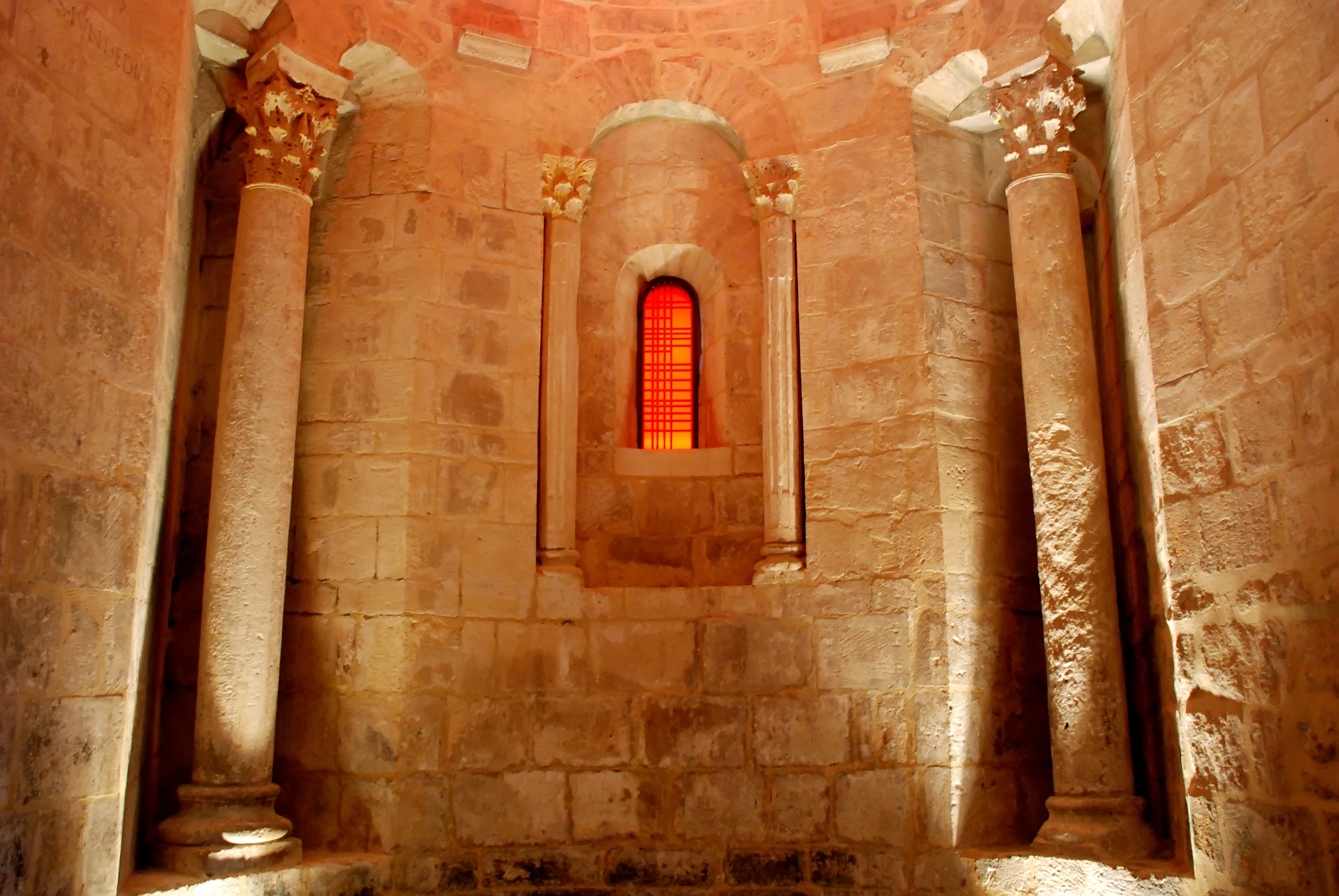

## Hommages
- Place Aurélie-Nemours à Paris
- Une rue porte son nom à Rennes dans le quartier Villejean - Beauregard de Rennes, à proximité de son œuvre posthume créée peu après sa mort, Alignement du XXIe siècle — soixante-douze colonnes de granit gris clair, hautes de 4,50 mètres et placées à intervalles réguliers[9] —, pour laquelle la ville de Rennes, aidée de l'État, du Conseil Général d'Ille-et-Vilaine et de mécènes, a investi près de 1,6 million d'euros.
- Une école maternelle et élémentaire porte son nom à Treffendel (Ille-et-Vilaine).

#### Ouvrage général
- Élisabeth Védrenne et Valérie de Maulmin, Les Pionnières : dans les ateliers des femmes artistes du XXe siècle, photographies de Catherine Panchout, Paris, Somogy éditions d'art, 2018  (ISBN 978-2-7572-1305-6) Avec Etel Adnan, Geneviève Asse, Pierrette Bloch, Geneviève Claisse, Parvine Curie, Sheila Hicks, Shirley Jaffe, Vera Molnár, Aurelie Nemours, Marta Pan et Judit Reigl.

#### Autres
- Rythme Nombre Couleur, environ 130 reproductions hors-texte en couleurs et en noir et blanc plus quelques illustrations in-texte, préface de Alfred Pacquement. Textes de Serge Lemoine, de Anne Tronche, de Erich Franz, de Evelyne de Montaudouin, Centre Georges-Pompidou, 2004
- Bleu bleu noir, Éditions Léo Scheer, 2003
- Main ouverte /Mano abierta, avec des sérigraphies de Soto, La Pierre d'Alun, 2003
- Histoires de blanc & noir, musée de Grenoble, catalogue 1996
- Quatuors 1987-1988, galerie Denise René, 1988
- Symmetria, accompagné de 11 eaux-fortes, éditions fanal, 1982
- Haïti Ô Erzulie, avec 102 photographies prises par l’artiste à Haïti et un recueil de chants traditionnels haïtiens, Éditions de La Tour, 1975
- Midi la lune, Jacques Haumont, 1950 ; réédité aux éditions Seghers avec une postface d'Alain Veinstein, 2002
- Aurelie Nemours, Option avec blanc, coll. « L'art en écrit », éditions Jannink, Paris, 2000

### Filmographie
- 1986 : Meryem de Lagarde, Abstraites boulevard, 42 min, production : DAP, Centre audiovisuel Simone de Beauvoir, Ivoire
- 1988 : Chantal Soyer, « Série Mémoires : Aurelie Nemours », 52 min, production : DAP, Grand Canal
- 1999 : Claude Guibert, Aurelie Nemours, 13 min, Encyclopédie audiovisuelle de l'art contemporain, production Imago
- 2004 : Charles de Lartigue, Aurelie Nemours, le silence de la peinture, 52 min, production : Alpha Fuilm International